# Ivanhoe River
Der Ivanhoe River ist ein Fluss in den Distrikten Sudbury und Cochrane der kanadischen Provinz Ontario.

## Flusslauf
Der Ivanhoe River hat seinen Ursprung in der Halsey Township im Unorganized North Sudbury District.
Von dort fließt er in nördlicher Richtung.
Dabei kreuzt er die Eisenbahnlinie der Canadian Pacific Railway, welche von Via Rail für die Strecke Sudbury - White River genutzt wird.
Der Fluss setzt seinen Weg nach Norden fort. Er durchfließt dabei die Seen South Ivanhoe Lake und Halsey Lake, nimmt den rechten Nebenfluss Kinogama River auf und erreicht das Südende des Sees Ivanhoe Lake.
Am Ivanhoe Lake befindet sich der Ivanhoe Lake Provincial Park.
Der Ivanhoe Lake besitzt an seinem Nordufer zwei Abflüsse:
im Nordosten der Ivanhoe River (New Channel) und im Nordwesten der Ivanhoe River (Old Channel).
Der New Channel bildet den Hauptabfluss und wird vom Ivanhoe Lake Dam reguliert.
So wird die Wassermenge für die abstrom gelegenen Wasserkraftwerke gesteuert.
In den New Channel mündet von Osten kommend der Muskego River.
Die beiden Flussarme des Ivanhoe River vereinigen sich bei Foleyet, etwa 10 km nördlich des Sees wieder. Bei Foleyet kreuzen der Highway 101 und die Eisenbahnlinie der Canadian National Railway den Flusslauf des Ivanhoe River.
Weitere 15 km abstrom mündet der Shawmere River von links kommend in den Ivanhoe River.
Der Fluss fließt in nördlicher Richtung.
Er passiert die Stromschnellen The Chute und erreicht den Cochrane District.
Von links nimmt der Ivanhoe River den Nebenfluss Paypeeshek River auf.
Er wendet sich nun nach Osten. Hier passiert er die Stromschnellen der Three Falls.
Der Ivanhoe River wendet sich dann wieder nach Norden und trifft auf den von Osten kommenden Groundhog River, einem Nebenfluss des Mattagami River.

## Wasserkraftnutzung
Am Ivanhoe River ist an zwei Standorten (The Chute und Third Falls) der Bau von Staudämmen mit zugehörigem Wasserkraftwerk geplant.
Die Planungen werden von Xeneca Power Development durchgeführt.
Die geplante Leistung der beiden Kraftwerke soll 8,7 MW betragen.